# Fricote
"Fricote", também conhecida como "Nega do Cabelo Duro", é uma canção do primeiro álbum do cantor e compositor Luiz Caldas, lançada em 1985, elaborada em parceria com Paulinho Camafeu. A música é considerada como o "embrião" do axé.

## História
Em 1985, a música baiana tomava novos rumos, com o lançamento do álbum Magia, que alcançou a marca de 100 mil cópias, do cantor e compositor baiano Luiz Caldas. No álbum, a música "Fricote" foi considerada a responsável pelo surgimento do axé. Com uma letra considerada, por algumas pessoas da atualidade, como preconceituosa e machista, a música emplacou a carreira do cantor. A canção não só fez muito sucesso, mas também veio como surgimento de um novo ritmo: o "fricote", nome homônimo, também conhecido como "deboche". Este ritmo é considerado o precursor do axé, o axé com o primeiro nome.
Inspiração
A canção foi inspirada, segundo Luiz, em uma suposta "gozação" de um rapaz com uma moça, em um bar, na praça principal da cidade de Simões Filho. No meio da conversa, ouviu-se o rapaz dizer: "Pega ela aí pra passar batom!" Deu-se, então, a música que revolucionou o cenário musical na Bahia, se espalhando para todo o Brasil, principalmente quando Luiz foi convidado por Chacrinha, a pedido de seu produtor, Roberto Sant’Ana, para se apresentar no programa do "Velho Guerreiro".